# 杉波なつ
杉波 なつ（すぎなみ なつ、1983年8月3日 - ）は大阪府出身のグラビアアイドル・タレントである。マリン・ザ・ボイス所属。

## 来歴・人物
展示会やイベントなどでのグラビアモデルを中心に活動している。2007年4月〜9月まで出演した『インリンのM時ですョ!』では最優秀Mドルに選ばれ、副賞としてDVDの制作・販売権が贈られた。制作されたDVD「なっちゃんパイン」は2008年3月25日に発売された。

## おもな出演

### テレビ
- インリンのM時ですョ!（2007年4月-9月、サンテレビ） - Mドル1期生
- 水着でカシャ〜バイク大好き〜（サンテレビ）
- ゴールデンスロット（UHF系）
- ビーバップ!ハイヒール（ABC）
- 歴史街道（ABC）

### DVD
- 「なっちゃんパイン」（2008年3月25日・ファミリーズ） - 最優秀Mドルの副賞